# Jablanica (Bósnia e Herzegovina)

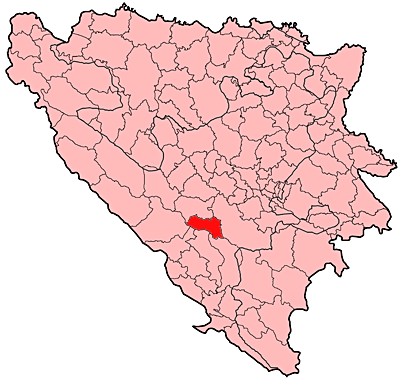
Localização de Jablanica.

Jablanica é uma cidade e município da Bósnia e Herzegovina .